# Web Impact Factor
Der Web Impact Factor (WIF) ist eine Übertragung des bibliometrischen Prinzips des Impact Factors für Fachzeitschriften auf Webseiten oder Domänen im World Wide Web. Er wird in der Webometrie eingesetzt, um den Einfluss von Webseiten zu beurteilen. Ebenso wie der Impact Factor ist der Web Impact Factor nicht unumstritten, da zu seiner Ermittlung nur die Anzahl von Links auf eine Seite berücksichtigt wird und nicht ihr Inhalt.
Bereits 1997 benutzte Rodríguez i Gairín in einer Studie die Suchmaschine AltaVista, um den Einfluss von spanischen Universitäten im Internet zu vergleichen. Peter Ingwersen prägte 1998 für den verwendeten Koeffizienten den Begriff „Web Impact Factor“ (WIF). Er berechnete den WIF als die Anzahl der Webseiten, die mindestens einen Link auf eine bestimmte Website enthalten, geteilt durch die Anzahl der einzelnen Seiten, aus denen diese Website besteht.
Der WIF lässt sich nicht nur auf einzelne Websites anwenden, sondern auch auf ganze Bereiche des Web, wie z. B. die gesamten Seiten einer Universität oder alle Seiten eines Landes (bzw. einer landesspezifischen Top-Level-Domain). Der „externe Web Impact Factor“ ist eine Variante, bei der die Links innerhalb der untersuchten Website ausgeschlossen werden, so dass nur die Links von anderen Internetauftritten in die Berechnung einbezogen sind. Diese Vorgehensweise ist üblich. 
Spätere Studien zeigen, dass sich die Aussagekraft des WIF wesentlich erhöhen lässt, wenn man als Nenner nicht die Zahl der Einzeldokumente, aus denen die untersuchte Website besteht, verwendet, da ihr Wert von der Konstruktionsweise des Internetauftritts abhängt (z. B. kann ein umfangreicher Text in einem großen HTML-Dokument abgelegt werden oder in vielen kleinen). Da der WIF in erster Linie für Forschungseinrichtungen berechnet wird, benannte Mike Thelwall die folgende Kalkulation als objektivere Alternative: Der WIF berechnet sich aus der Anzahl der eingehenden Links (extern) geteilt durch die Anzahl der beschäftigten Mitarbeiter der untersuchten Institution (in Vollzeitäquivalenten).
Zur Ermittlung der Anzahl von Links auf eine Seite werden in der Regel Suchmaschinen eingesetzt. Dies kann unter Umständen problematisch sein, da die von ihnen ermittelten Zahlen nicht nachprüfbar sind und nicht alle Webseiten erfassen. Mit den meisten Suchmaschinen, darunter auch Google, lässt sich der WIF nicht ermitteln, da die Anzahl der Links auf beliebige Seiten einer Domäne nicht feststellbar ist.
Die Anzahl von Links auf eine Seite ist auch Bestandteil der meisten Ranking-Algorithmen in Suchmaschinen. Der PageRank von Google entspricht jedoch nicht dem WIF.

## Berechnung
Die Berechnung des externen Web Impact Factors erfolgt nach der Formel:
{\displaystyle Ext-WIF={\frac {\hbox{Anzahl der externen Linkseiten}}{\hbox{Anzahl der Seiten auf dem Host}}}}

### Beispiel
Eine Suche bei AltaVista ergab folgende Daten:
Zähler – Anzahl der externen Linkseiten
Suchanfrage link:www.denic.de AND NOT (link:www.denic.de AND host:www.denic.de) liefert 38.200 Treffer
Mit dieser Suchanfrage werden die externen Linkseiten ermittelt. Alle internen werden durch den „AND NOT“ Operator ausgeschlossen.
Nenner – Anzahl der Seiten auf dem Host
Suchanfrage host:www.denic.de liefert 3.560 Treffer
Mittels „Host:“ wird die Anzahl der Webseiten auf einem spezifizierten Host ermittelt.
Das ergibt einen EXT-WIF von 10,73 für http://www.denic.de (Stand: 20. Juli 2006).